# Партия труда Бельгии
Партия труда Бельгии (нидерл. Partij van de Arbeid van België, фр. Parti du Travail de Belgique) — крайне левая политическая партия в Бельгии, в отличие от большинства других бельгийских партий не разделённая по территориально-языковому признаку.

## История
Партия труда Бельгии зародилась на базе в конце 1960-х годов студенческого движения. Студенты Левена считали курс существующей Коммунистической партии Бельгии ревизионистским, то есть слишком сильно обращённым в сторону социал-демократической политики. Группа студентов находились под влиянием идей Коммунистической партии Китая, партизанских движений в Латинской Америке, движения против войны во Вьетнаме.
Основанная Людо Мартенсом в 1979 году как антиревизионистская коммунистическая партия маоистского толка, Партия труда Бельгии длительное время оставалась непарламентской, но пользовалась влиянием в международных сталинистских кругах благодаря инициированному ей в 1992 году ежегодному Международному коммунистическому семинару в Брюсселе.

Версия логотипа

В последние годы, став более широкой левой партией, в 2014 году впервые прошла в парламент (3,72 % голосов и 2 мандата), а в 2017 году по опросам стала самой популярной партией в Валлонии. Во время одновременных европейских, федеральных и региональных выборов 2019 года провела своего представителя в Европарламент, 12 депутатов в национальный парламент (8,62 % голосов), 11 депутатов в парламент Брюсселя, 10 депутатов в парламент Валлонии и 4 депутатов в парламент Фландрии.

## Руководство
- Рауль Хедебау — председатель
- Дэвид Пестио — вице-президент
- Петер Мертенс[англ.] — генеральный секретарь.